# Bert L. Vallee
Bert Lester Vallee (* 1. Juni 1919 in Hemer; † 7. Mai 2010) war ein US-amerikanischer Mediziner und Biochemiker. Er war Professor an der Harvard Medical School.
Vallee studierte an der Universität Bern (Abschluss 1938) und ging 1938 in die USA mit einem Stipendium der League of Nations. Dort studierte er Medizin an der New York University mit einem M. D.-Abschluss 1943. Er forschte nach dem Zweiten Weltkrieg am Massachusetts Institute of Technology in einer gemeinsamen Arbeitsgruppe in Physikalischer Chemie mit der Harvard Medical School (HMS) unter Leitung von John Edsall und Edwin Cohn. 1955 wurde er Assistant Professor und danach Professor an der HMS. Er war 1954 Gründungsdirektor des Biophysics Research Laboratory in Harvard, dem späteren Center for Biochemical & Biophysical Sciences & Medicine (CBBSM). 1964 bis 1989 war er Paul C. Cabot Professor für Biochemie und hatte ab 1980 die Edgar M. Bronfman Distinguished Senior Professorship.
Er war unter anderem Gastprofessor an der ETH Zürich und am Weizmann-Institut. Er hatte eine Ehrenprofessur der Tsinghua-Universität und am Institut für Biochemie der Chinesischen Akademie der Wissenschaften in Shanghai und der Universität Stellenbosch in Südafrika.
Ab den 1950er Jahren war Vallee ein Pionier in der Erforschung von Metall-Enzymen, speziell Zink-Enzymen, wobei er spektroskopische Verfahren anwandte (besonders Atomemissionsspektroskopie, die er dazu auch weiterentwickelte). Eines dieser Enzyme, die Alkoholdehydrogenase, führte zu seiner Beschäftigung mit Alkoholsucht. Außerdem befasste er sich mit verschiedenen Fragen der Physikalischen Chemie und Absorptionsspektroskopie. Er veröffentlichte über 600 Arbeiten.
Er war Fellow der National Academy of Sciences, der American Academy of Arts and Sciences (1963) und der Königlich Dänischen Akademie der Wissenschaften und Ehrendoktor des Karolinska-Instituts, der Ludwig-Maximilians-Universität München und der Universität Neapel. 1981 erhielt er die Willard Gibbs Medal, 1980 die Linderstrom-Lang Medal und 1982 den William C. Rose Award in Biochemie. 1988 hielt er die Messenger Lecture an der Cornell University und 1992 erhielt er den Orden Andrés Bello 1. Klasse von Venezuela.
Er war zuletzt US-amerikanischer Staatsbürger.